# Rhynchostruthus louisae
Rhynchostruthus louisae é um tentilhão endêmico da Somalilândia. É incluído como uma subespécie em R. socotranus por algumas autoridades, mas em tempos recentes as três populações de grosbeak de asas douradas são geralmente consideradas espécies distintas.

## Descrição
Os machos são marrom-acinzentados em geral com um bico preto menor do que nos outros grosbeaks de asas douradas. Tem uma máscara facial escura e grandes manchas amarelas brilhantes nas asas e na cauda. As fêmeas são semelhantes aos machos, embora um pouco mais opacas, e os juvenis são bastante entremeados e a máscara facial é indistinta.

## Ecologia e status
É normalmente encontrado entre 1.060 e 2.800 metros ASL em wadis florestais e áreas de matagal, nomeadamente em florestas relíquias de zimbro da África Oriental (Juniperus procera). O zimbro parece formar a maior parte de sua dieta.
Este pássaro é o menos conhecido dos grosbeaks de asas douradas. Mesmo antes do início da Guerra Civil Somali no final dos anos 1980, pouco trabalho de campo ornitológico estava sendo feito neste país. Embora não exista uma estimativa do tamanho da população, parece bastante certo que, desde a década de 1930, as aves diminuíram em número, talvez devido à perda de habitat e, mais recentemente, ao declínio das chuvas na região. Portanto, quando foi avaliada pela primeira vez como uma espécie distinta para a Lista Vermelha da IUCN de 2008, foi categorizada como uma espécie quase ameaçada.